# Communauté de communes de l’Antonnière
Die  Communauté de communes de l’Antonnière ist ein ehemaliger französischer Gemeindeverband (Communauté de communes) im Département Sarthe der Region Pays de la Loire. Er wurde am 22. Dezember 1994 gegründet. 2013 fusionierte der Gemeindeverband mit der Communauté urbaine Le Mans Métropole.

## Mitglieder
1. Aigné
2. La Milesse
3. Saint-Saturnin

## Weblink
- Offizielle Website der CC de l’Antonnière

## Quelle
- Le SPLAF - (Website zur Bevölkerung und Verwaltungsgrenzen in Frankreich (frz.))